# Palais de l’Isle

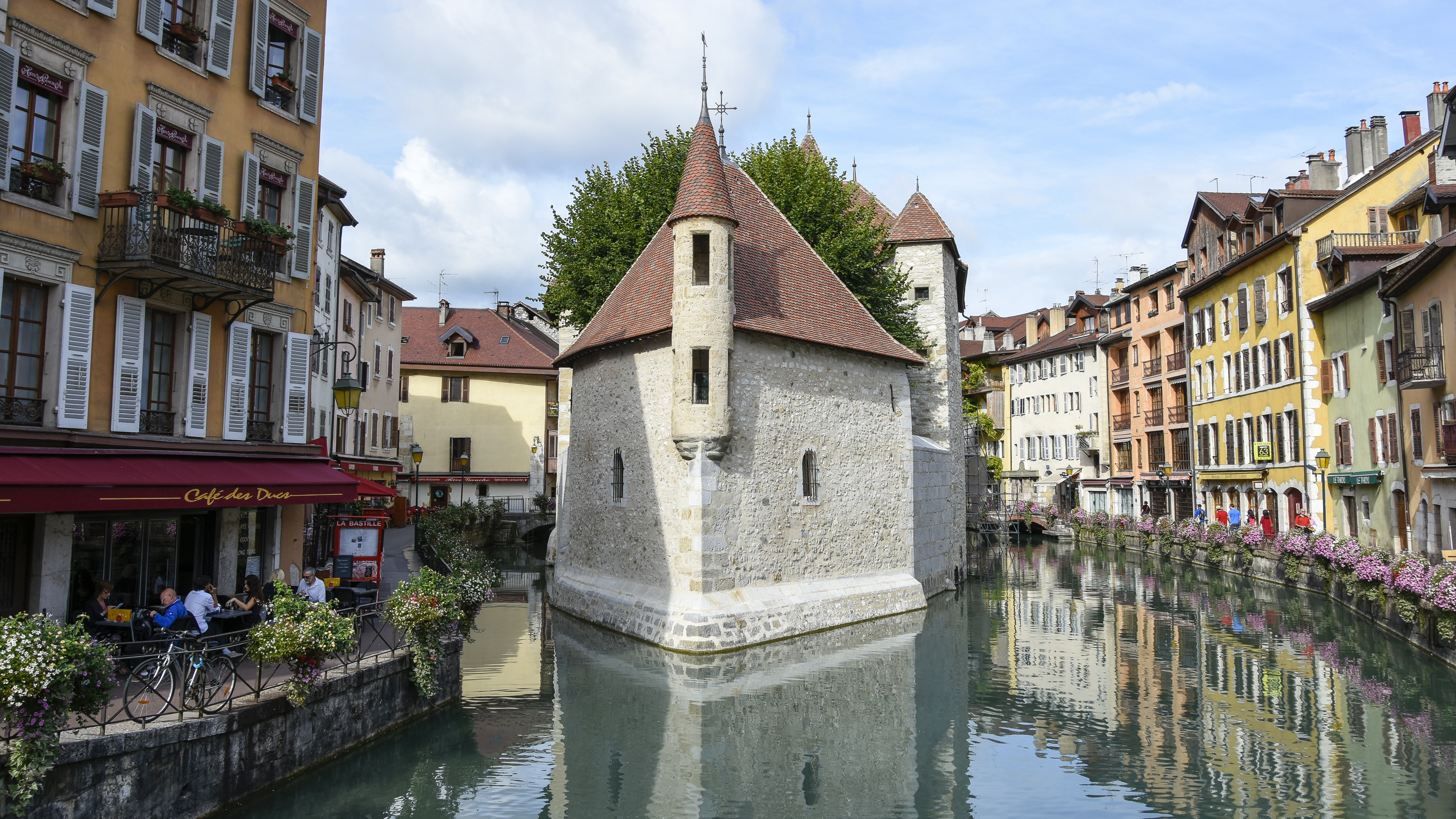
Das Palais de l’Isle

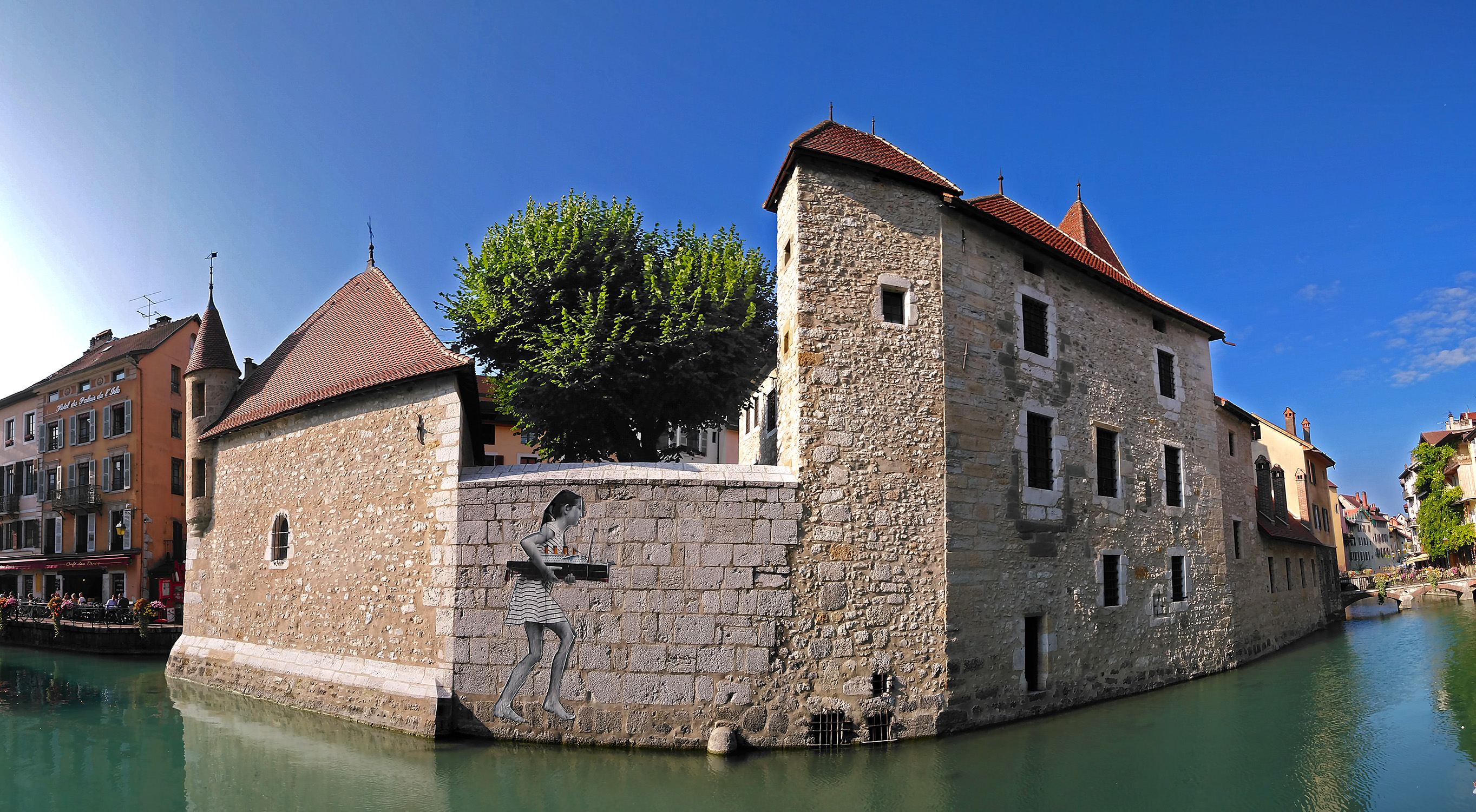
Nordseite

Das Palais de l’Isle, auch Palais de l’Île geschrieben, ist ein festes Haus im französischen Annecy und liegt inmitten des Flusses Thiou. Das Gebäude ist über zwei Fußgängerbrücken mit beiden Ufern des Flusses verbunden. Im Volksmund wird das Palais de l’Isle auch „Les Vieilles Prisons“ (deutsch: Die alten Gefängnisse) genannt. Es beherbergt ein Heimatmuseum sowie das „Centre d’Interprétation de l’Architecture et du Patrimoine“ (CIAP).

## Beschreibung und Aufbau
Das Herzstück des Palais’ ist das Turmhaus, das aus dem späten 12. oder frühen 13. Jahrhundert stammt. Es ist aus gleichmäßigen Mauerwerksverbänden erbaut. Im ersten Stock des Hauses befindet sich der ehemalige Gerichtssaal, darüber befinden sich zwei weitere Etagen. Das Haus hat zwei Innenhöfe: einen größeren in der Mitte der Insel und einen kleineren, von Bäumen bewachsenen im Osten der Insel, der das Hauptgebäude von einer dreieckigen Kapelle trennt. Die ehemaligen Gefängniszellen sind im Süden der Insel gelegen.
Das Palais de l’Isle ist nur etwa 100 Meter von der Burg Annecy entfernt.

## Geschichte
Das Gebäude wurde im Jahr 1132 erbaut und war im frühen 12. Jahrhundert der Hauptwohnsitz des Seigneur d’Annecy (deutsch: Herr von Annecy). Später war es Hauptsitz der Verwaltung der Grafschaft Genf, deren Hauptstadt Annecy von 1213 bis 1320 war. Später wurde das Palais de l’Isle als Gerichtsgebäude und bis zur französischen Revolution auch als Gefängnis genutzt. Der Gerichtssaal und die Zellen sowie die ehemalige Kapelle sind heute noch zu besichtigen. Vom Mittelalter bis ins Jahr 1865 diente das Gebäude als Münzprägeanstalt. Während des Zweiten Weltkriegs wurde dieser Betrieb kurzzeitig wiederaufgenommen.
Am 16. Februar 1900 wurde das Palais de l’Isle als Monument historique eingetragen. Nach dem Zweiten Weltkrieg wurde es restauriert und ist heute in Besitz der Gemeinde Annecy.